# William Olvis (Komponist)
William Patrick Olvis (* 23. Dezember 1957 in Portland, Oregon; † 6. Mai 2014 in Malibu, Kalifornien) war ein US-amerikanischer Komponist in Film und Fernsehen. Er schuf einige musikalische Werke für das Kino der 1980er und 1990er Jahre. Darunter Kompositionen für Filme wie Kill me again, Straße zum Glück, Red Rock West, Separate Lives – Tödliches Doppelleben oder Different Minds – Feindliche Brüder.

## Leben
William Patrick Olvis wurde 1957 in Portland im nordwestlichen Bundesstaat Oregon als Sohn des Schauspielers und Opernsängers William Edward Olvis geboren. Seine musikalische Laufbahn im Fernsehen begann Olvis 1988 mit seiner Musik zu Karen Arthurs Fernsehdrama Das oberste Gebot mit Lindsay Wagner. In den nächsten 10 Jahren folgten zahlreiche Kompositionen für TV-Filme und Episoden für Fernsehserien.
Von 1991 bis 1992 komponierte er die Musik für 31 Folgen der American Broadcasting Company (ABC) Serie Alles Okay, Corky?. Zwischen 1993 und 1997 betreute er als Komponist 116 von insgesamt 150 Episoden der populären Arzt- und Familienserie Dr. Quinn – Ärztin aus Leidenschaft mit Jane Seymour in der Hauptrolle.
Für das Kino schrieb er die Musikscores zu den beiden Actionthrillern von Regisseur John Dahl. Einmal 1989 Kill me again mit Val Kilmer und 1993 Red Rock West in der Besetzung Nicolas Cage, Dennis Hopper und Lara Flynn Boyle. Des Weiteren komponierte er die Filmmusik zu George Gallos Komödie Straße zum Glück mit Anthony LaPaglia und Danny Aiello, dem Psychokrimi Separate Lives – Tödliches Doppelleben von David Madden mit James Belushi, Linda Hamilton und Vera Miles sowie der Andrew-Davis-Komödie Different Minds – Feindliche Brüder mit den Schauspielern Andy García und Alan Arkin.
Olvis gewann in seiner Karriere vier ASCAP-Auszeichnungen in den Jahren 1995, 1997, 1998 und 1999.
William Olvis war mit Cathleen Young verheiratet, die ihn auch als Agentin und musikalische Partnerin begleitete. Olvis verstarb am 6. Mai 2014 56-jährig in Malibu im Bundesstaat Kalifornien an den Folgen einer Krebserkrankung.

## Auszeichnungen
- 1995: ASCAP
- 1997: ASCAP
- 1998: ASCAP
- 1999: ASCAP

## Filmografie (Auswahl)

### Kino
- 1989: Kill me again
- 1991: Straße zum Glück (29th Street)
- 1993: Red Rock West
- 1995: Separate Lives – Tödliches Doppelleben (Separate Lives)
- 1995: Different Minds – Feindliche Brüder (Steal Big Steal Little)

### Fernsehen
- 1988: Das oberste Gebot (Evil in Clear River) (Fernsehfilm)
- 1989: Endspurt (Finish Line) (Fernsehfilm)
- 1989: Babycakes (Fernsehfilm)
- 1989: Reingelegt (Framed) (Fernsehfilm)
- 1990: El Diablo – Der mit dem Teufel tanzt (El Diablo) (Fernsehfilm)
- 1990: The Secret Life of Archie's Wife (Fernsehfilm)
- 1991: Twilight Mystery (Fourth Story) (Fernsehfilm)
- 1991: Devil's Child – In den Fängen des Teufels (To Save a Child) (Fernsehfilm)
- 1991: Profis contra Ganoven (Fernsehserie)
- 1991: Deadly Instinct (Empire City) (Fernsehfilm)
- 1991–1992: Alles Okay, Corky? (Fernsehserie, 31 Episoden)
- 1992: Brennende Herzen (In Sickness and in Health) (Fernsehfilm)
- 1992: The Comrades of Summer (Fernsehfilm)
- 1993: The Woman Who Loved Elvis (Fernsehfilm)
- 1993–1997: Dr. Quinn – Ärztin aus Leidenschaft (Fernsehserie, 116 Episoden)
- 1994: Daddys Liebling (A Part of the Family) (Fernsehfilm)

### Kurzfilme
- 1988: Cadillac Dreams
- 1990: Teach 109